# UFO Sweden
UFO Sweden è un film del 2022 diretto da Victor Danell.

## Trama
1996. Denise, un'adolescente ribelle affidata a una famiglia adottiva, inizia a credere che suo padre, scomparso otto anni prima, non sia morto, ma rapito dagli UFO. Chiede aiuto a un'associazione UFO locale per cercare di scoprire la verità.

## Produzione
La storia è ambientata a Norrköping e le riprese sono iniziate nell'agosto 2021.

## Distribuzione
Il film è stato in anteprima nelle sale in Svezia il 25 dicembre 2022. Vincitore della Menzione d’Onore del Next Wave Awards 2023. In Italia è stato presentato al Trieste Science+Fiction Festival.

## Accoglienza

### Incassi
Il film ha incassato globalmente 69450 $.

### Critica
Il lungometraggio ha ricevuto recensioni moderatamente positive. Vito Sante su TaxiDrivers lo definisce «un buon prodotto con i piedi per terra che però riesce ad alzare la testa addirittura oltre il tempo e lo spazio». Alexandra Heller-Nicholas di Alliance of Women Film Journalists lo definisce «un piccolo film affascinante con uno spirito enorme».
Sull'aggregatore di recensioni Rotten Tomatoes, il film ha ottenuto un punteggio positivo del 100% basato su 7 recensioni con un voto medio di 7.80/10.